# Filippo Feliziani
Filippo Feliziani (Roma, 10 ottobre 1972) è un ex giocatore di calcio a 5 italiano.

## Carriera
Impiegato come laterale, ha giocato unicamente in squadre romane, vincendo con la Lazio uno scudetto e due coppe Italia. Con la nazionale italiana ha disputato 17 incontri e realizzato una rete, partecipando al campionato europeo del 1999 concluso dagli azzurri al terzo posto.

## Palmarès
- Campionato italiano: 1

Lazio: 1997-98
- Coppa Italia: 2

Lazio: 1997-98, 1998-99